# 轮环藤
轮环藤（学名：Cyclea racemosa），为防己科轮环藤属下的一个植物种。